# Torneo Clausura 2021 (Panamá)
El Torneo Clausura 2021, oficialmente llamado por motivo de patrocinio Liga LPF Tigo Clausura 2021, fue la quincuagésima quinta edición de la  máxima división panameña, siendo el final de la temporada 2021. 
Un total de 12 equipos participaron en la competición, incluyendo 10 equipos de la temporada anterior y 2 ascendidos con el proyecto de expansión de la Liga desde la actual temporada.
El campeón defensor fue el C. D. Plaza Amador, luego de lograr el título del Torneo Apertura.
El torneo inició con el partido del "Clásico Nacional" entre el Tauro F. C. y C. D. Plaza Amador en el Estadio Nacional Rod Carew, el cual finalizó con un empate a cero.
El campeón fue el Tauro FC, luego de derrotar en tiempo regular 3-0 al Herrera FC en el Estadio Rommel Fernández Gutiérrez.

## Sistema de competición
El torneo de la Liga Tigo Clausura 2021, está conformado en dos partes:
- Fase de clasificación: Se integra por dos conferencias de seis equipos por las 16 jornadas del torneo.
- Fase final: Se integra por los partidos de play-offs, semifinal y final.

### Fase de clasificación
En la fase de clasificación se observó el sistema de puntos. La ubicación en la tabla general está sujeta a lo siguiente:
- Por juego ganado se obtendrán tres puntos.
- Por juego empatado se obtendrá un punto.
- Por juego perdido no se otorgan puntos.

En esta fase participan los 12 clubes de la LPF jugando en dos grupos llamados conferencias durante las 16 jornadas respectivas.

### Fase final
Los seis clubes mejor ubicados en la tabla de posiciones clasifican a la fase eliminatoria. Los dos primeros tienen derecho a jugar semifinales directamente y a cerrar la serie como local, mientras que los otros cuatro jugarán a partido único un play-offs, en caso de un empate en los encuentros se disputaran tiempos extras, dos tiempos de 15 minutos cada uno, de persistir el resultado el partido se definirá desde la tanda de los penales. 
La primera etapa se desarrolla de la siguiente manera (Play-Offs):
La segunda etapa de la fase final, consiste en unas semifinales que se jugarán a partido único, en caso de que la igualdad persista, se procederá a jugar tiempos extras y eventualmente penales. Las semifinales se desarrollarán de la siguiente manera:
En la Final del torneo se reubicarán los clubes de acuerdo a su posición en la tabla, para determinar el conjunto local y visitante en el juego, respectivamente, para este torneo la final será a partido único y se jugará en el Estadio Rommel Fernández, en caso de que la igualdad persista, se procederá a jugar tiempos extras y eventualmente penales.
Las parejas establecidas por la Liga Panameña de Fútbol para la fecha de clásicos son los siguientes:
- CD Plaza Amador vs. Tauro FC (Clásico Nacional)
- CD Árabe Unido vs. San Francisco FC (Clásico de la Rivalidad)
- Alianza FC vs. CD Plaza Amador (Clásico Viejo)
- Atlético Independiente vs. San Francisco FC (Derbi Chorrerano)
- CD Plaza Amador vs. San Francisco FC (Clásico Roji-Azul)
- San Francisco FC vs. Tauro FC (Clásico Joven)
- CD Árabe Unido vs. Tauro FC (Super Clásico)
- Costa del Este FC vs. Tauro FC (Derbi del Este)
- Atlético Chiriqui vs. Veraguas CD (Derbi de Fronteras)
- Atlético Chiriquí vs. CD Universitario (Nuevo Clásico Interiorano)
- CD Plaza Amador vs. CD Árabe Unido
- Herrera FC vs. Veraguas CD (Clásico de la Península)

## Información de los equipos
Un total de 12 equipos disputarán el Torneo Clausura 2021:
| Equipo             | Entrenador        | Ciudad                    | Estadio                   | Capacidad | Fundación      | Patrocinador                                      | Uniforme |
| ------------------ | ----------------- | ------------------------- | ------------------------- | --------- | -------------- | ------------------------------------------------- | -------- |
| Alianza            | Jair Palacios     | Juan Díaz, Panamá         | Javier Cruz               | 700       | 1963 (62 años) | Clinilab Panamá Caliente                          | Givova   |
| Árabe Unido        | Andrés Mosquera   | Colón, Colón              | Armando Dely Valdés       | 1 221     | 1994 (30 años) | Caliente AguAseo Kendall Motor Oil                | Kelme    |
| Atlético Chiriquí  | Alberto Valencia  | Chiriqui                  | San Cristóbal             | 2 890     | 2002 (22 años) | Caliente Cerveza Cristal Gaps                     | FB Sport |
| Deportivo del Este | Daniel Blanco     | Pacora, Panamá            | Maracaná                  | 5 500     | 2008 (16 años) | Caliente Bridgestone                              | Givova   |
| Herrera            | Julio Infante     | Chitré, Herrera           | Los Milagros              | 1 000     | 2016 (8 años)  | Caliente Gran Hotel Azuero Varela Hnos S.A. Hertz | Puma     |
| Independiente      | Francisco Perlo   | La Chorrera, Panamá Oeste | Agustín "Muquita" Sánchez | 3 040     | 1982 (42 años) | Caliente Eco Moda                                 | Everlast |
| Plaza Amador       | Jorge Dely Valdés | El Chorrillo, Panamá      | Maracaná                  | 5 500     | 1955 (69 años) | Sportium FWLA                                     | Puma     |
| San Francisco      | Jorge Santos      | La Chorrera, Panamá Oeste | Agustín "Muquita" Sánchez | 3 040     | 1971 (53 años) | Caliente                                          | Valor    |
| Sporting SM        | Saúl Maldonado    | San Miguelito, Panamá     | Javier Cruz               | 700       | 1989 (36 años) | Health                                            | Spirits  |
| Tauro              | Enrique García    | Pedregal, Panamá          | Javier Cruz               | 700       | 1984 (40 años) | Stanley Caliente QLU Panamá                       | Patrick  |
| Universitario      | Gary Stempel      | Penonomé, Coclé           | Universitario             | 3 500     | 2018 (6 años)  | Universidad Latina Caliente                       | STRIK3R  |
| Veraguas           | Isaac Jové        | Veraguas                  | Omar Torrijos Herrera     | 7 500     | 2020 (4 años)  | SETRAM Deli Grecia El Granjero                    | STRIK3R  |

Datos actualizados al 20 de septiembre de 2021.
- Nota: (*)  Los equipos utilizaron dichos estadios sólo por este torneo.

### Cambios de entrenadores
| Equipo             | Entrenador saliente | Fecha de salida          | Jornada dirigidas | Tipo de despido      | Posición en la tabla | Reemplazado por            | Fecha de llegada         |
| ------------------ | ------------------- | ------------------------ | ----------------- | -------------------- | -------------------- | -------------------------- | ------------------------ |
| Tauro FC           | Julio Dely Valdés   | 18 de mayo de 2021       | Pretemporada      | Fin de contrato      | Pretemporada         | Enrique García Feijoo      | 25 de mayo de 2021       |
| Deportivo del Este | Felipe Borowsky     | 20 de mayo de 2021       | Pretemporada      | Fin de contrato      | Pretemporada         | Daniel Blanco              | 28 de mayo de 2021       |
| San Francisco      | José Rodríguez      | 21 de mayo de 2021       | Pretemporada      | Recisión de contrato | Pretemporada         | Carlos Leiria              | 7 de junio de 2021       |
| Atlético Chiriquí  | Patricio Sampó      | 28 de mayo de 2021       | Pretemporada      | Recisión de contrato | Pretemporada         | Alberto Valencia           | 31 de mayo de 2021       |
| Árabe Unido        | Sergio Guzmán       | 23 de agosto de 2021     | (1 - 3)           | Recisión de contrato | 2° (Conf. Este)      | Sergio Angulo              | 24 de agosto de 2021     |
| San Francisco      | Carlos Leiria       | 20 de septiembre de 2021 | (1 - 7)           | Recisión de contrato | 6° (Conf. Oeste)     | Jorge Santos               | 21 de septiembre de 2021 |
| Árabe Unido        | Sergio Angulo       | 15 de noviembre de 2021  | (3 - 15)          | Recisión de contrato | 5° (Conf. Este)      | Andrés Mosquera (Interino) | 15 de noviembre de 2021  |

### Equipos por provincias
| Provincia    | N.º | Equipos                                                                            |
| ------------ | --- | ---------------------------------------------------------------------------------- |
| Panamá       | 5   | Alianza FC Club Deportivo del Este CD Plaza Amador Sporting San Miguelito Tauro FC |
| Panamá Oeste | 2   | Atlético Independiente San Francisco FC                                            |
| Coclé        | 1   | CD Universitario                                                                   |
| Colón        | 1   | Deportivo Árabe Unido                                                              |
| Chiriquí     | 1   | CD Atlético Chiriquí                                                               |
| Herrera      | 1   | Herrera FC                                                                         |
| Veraguas     | 1   | Veraguas CD                                                                        |
| Total        | 12  |                                                                                    |

## Fase de clasificación

### Conferencia Este
| Pos. | Equipo             | Pts. | PJ | G | E  | P | GF | GC | Dif. | Notas                                  |
| ---- | ------------------ | ---- | -- | - | -- | - | -- | -- | ---- | -------------------------------------- |
| 1    | Tauro F. C.        | 32   | 16 | 9 | 5  | 2 | 19 | 9  | +10  | Acceso directo a las semifinales.      |
| 2    | C. D. Plaza Amador | 25   | 16 | 6 | 7  | 3 | 19 | 10 | +9   | Acceso a los play-offs de semifinales. |
| 3    | Alianza F. C.      | 25   | 16 | 7 | 4  | 5 | 13 | 12 | +1   | Acceso a los play-offs de semifinales. |
| 4    | C. D. del Este     | 22   | 16 | 4 | 10 | 2 | 15 | 11 | +4   |                                        |
| 5    | C. D. Árabe Unido  | 21   | 16 | 5 | 6  | 5 | 12 | 12 | 0    |                                        |
| 6    | Sporting S. M.     | 15   | 16 | 3 | 6  | 7 | 10 | 17 | −7   | Último lugar.                          |

 Fuente: LPF, Soccerway.

### Conferencia Oeste
| Pos. | Equipo              | Pts. | PJ | G | E | P | GF | GC | Dif. | Notas                                  |
| ---- | ------------------- | ---- | -- | - | - | - | -- | -- | ---- | -------------------------------------- |
| 1    | Herrera F. C.       | 24   | 16 | 5 | 9 | 2 | 20 | 16 | +4   | Acceso directo a las semifinales.      |
| 2    | C. A. Independiente | 24   | 16 | 6 | 6 | 4 | 19 | 16 | +3   | Acceso a los play-offs de semifinales. |
| 3    | Veraguas C. D.      | 19   | 16 | 5 | 4 | 7 | 12 | 18 | −6   | Acceso a los play-offs de semifinales. |
| 4    | C. D. Universitario | 17   | 16 | 5 | 2 | 9 | 15 | 20 | −5   |                                        |
| 5    | Atlético Chiriquí   | 15   | 16 | 3 | 6 | 7 | 12 | 17 | −5   |                                        |
| 6    | San Francisco F. C. | 14   | 16 | 3 | 5 | 8 | 10 | 18 | −8   | Último lugar.                          |

 Fuente: LPF, Soccerway.
| Simbología |
| --- |
| Pos – Posición; PJ – Partidos Jugados; PG - Partidos Ganados; PE - Partidos Empatados; PP - Partidos Perdidos; GF – Goles a Favor; GC – Goles en Contra; DIF – Diferencia de Goles; PTS - Puntos. |

### Evolución de la clasificación
Conferencia Este 
| Jornada            | 01 | 02 | 03 | 04 | 05 | 06 | 07 | 08 | 09 | 10 | 11 | 12 | 13 | 14 | 15 | 16 |
| Equipo             |    |    |    |    |    |    |    |    |    |    |    |    |    |    |    |    |
| ------------------ | -- | -- | -- | -- | -- | -- | -- | -- | -- | -- | -- | -- | -- | -- | -- | -- |
| Tauro F. C.        | 3  | 2  | 4  | 4  | 3  | 1  | 1  | 1  | 1  | 1  | 1  | 1  | 1  | 1  | 1  | 1  |
| Alianza F. C.      | 1  | 1  | 1  | 2  | 1  | 2  | 2  | 2  | 2  | 2  | 2  | 2  | 2  | 2  | 2  | 2  |
| C. D. Plaza Amador | 2  | 4  | 6  | 6  | 6  | 6  | 6  | 6* | 6* | 3  | 3  | 3  | 3  | 3  | 3  | 3  |
| Deportivo del Este | 4  | 3  | 5  | 5  | 5  | 5  | 5  | 5  | 5  | 4  | 4  | 4  | 4  | 4  | 4  | 4  |
| C. D. Árabe Unido  | 5  | 6  | 3  | 1  | 5  | 4  | 4  | 3  | 3  | 5  | 5  | 5  | 5  | 5  | 5  | 5  |
| Sporting S. M.     | 6  | 5  | 3  | 3  | 2  | 3  | 3  | 4  | 4  | 6  | 6  | 6  | 6  | 6  | 6  | 6  |

 Conferencia Oeste 
| Jornada             | 01 | 02 | 03 | 04 | 05 | 06 | 07 | 08 | 09 | 10 | 11 | 12 | 13 | 14 | 15 | 16 |
| Equipo              |    |    |    |    |    |    |    |    |    |    |    |    |    |    |    |    |
| ------------------- | -- | -- | -- | -- | -- | -- | -- | -- | -- | -- | -- | -- | -- | -- | -- | -- |
| Herrera F. C.       | 1  | 2  | 3  | 2  | 4  | 3  | 2  | 2  | 2  | 3  | 2  | 2  | 2  | 2  | 2  | 1  |
| C. A. Independiente | 6  | 3  | 2  | 1  | 3  | 1  | 1  | 1  | 1  | 1  | 1  | 1  | 1  | 1  | 1  | 2  |
| Veraguas C. D.      | 5  | 6  | 5  | 5  | 5  | 5  | 5  | 5  | 5  | 4  | 4  | 3  | 3  | 4  | 4  | 3  |
| C. D. Universitario | 2  | 1  | 1  | 3  | 1  | 2  | 3  | 3* | 3* | 2  | 3  | 4  | 5  | 3  | 3  | 4  |
| Atlético Chiriquí   | 3  | 4  | 4  | 4  | 2  | 4  | 4  | 4  | 4  | 5  | 5  | 5  | 6  | 6  | 5  | 5  |
| San Francisco F. C. | 4  | 5  | 6  | 6  | 6  | 6  | 6  | 6  | 6  | 6  | 6  | 6  | 4  | 5  | 6  | 6  |

## Torneo regular

### Jornadas
- Los horarios son correspondientes al tiempo de Ciudad de Panamá (UTC-5)

| Jornada 1          | Jornada 1 | Jornada 1     | Jornada 1                 | Jornada 1   | Jornada 1 | Jornada 1 | Jornada 1 | Jornada 1 | Jornada 1 |
| ------------------ | --------- | ------------- | ------------------------- | ----------- | --------- | --------- | --------- | --------- | --------- |
| Conferencia Este   |           |               |                           |             |           |           |           |           |           |
| Local              | Resultado | Visitante     | Estadio                   | Fecha       | Hora      | TV        |           |           |           |
| Tauro              | 0 - 0     | Plaza Amador  | Nacional Rod Carew        | 6 de agosto | 19:00     |           |           |           |           |
| Sporting SM        | 1 - 2     | Alianza       | Javier Cruz               | 8 de agosto | 16:00     |           |           |           |           |
| Deportivo del Este | 0 - 0     | Árabe Unido   | Maracaná                  | 8 de agosto | 18:00     |           |           |           |           |
| Conferencia Oeste  |           |               |                           |             |           |           |           |           |           |
| Independiente      | 1 - 3     | Herrera       | Agustín "Muquita" Sánchez | 7 de agosto | 17:00     |           |           |           |           |
| Universitario      | 2 - 1     | Veraguas      | Universitario             | 7 de agosto | 18:00     |           |           |           |           |
| Atlético Chiriqui  | 1 - 1     | San Francisco | San Cristóbal             | 7 de agosto | 18:00     |           |           |           |           |
| Total de goles: 12 |           |               |                           |             |           |           |           |           |           |

| Jornada 2         | Jornada 2 | Jornada 2          | Jornada 2                 | Jornada 2    | Jornada 2 | Jornada 2 | Jornada 2 | Jornada 2 | Jornada 2 |
| ----------------- | --------- | ------------------ | ------------------------- | ------------ | --------- | --------- | --------- | --------- | --------- |
| Conferencia Este  |           |                    |                           |              |           |           |           |           |           |
| Local             | Resultado | Visitante          | Estadio                   | Fecha        | Hora      | TV        |           |           |           |
| Árabe Unido       | 0 - 1     | Tauro              | Armando Dely Valdés       | 14 de agosto | 16:00     |           |           |           |           |
| Plaza Amador      | 0 - 0     | Sporting SM        | Maracaná                  | 15 de agosto | 17:00     |           |           |           |           |
| Alianza           | 1 - 1     | Deportivo del Este | Javier Cruz               | 15 de agosto | 17:00     |           |           |           |           |
| Conferencia Oeste |           |                    |                           |              |           |           |           |           |           |
| San Francisco     | 0 - 1     | Universitario      | Agustín "Muquita" Sánchez | 13 de agosto | 19:00     |           |           |           |           |
| Veraguas          | 0 - 1     | Independiente      | Complejo de Atalaya       | 14 de agosto | 16:00     |           |           |           |           |
| Herrera           | 0 - 0     | Atlético Chiriquí  | Los Milagros              | 14 de agosto | 18:00     |           |           |           |           |
| Total de goles: 5 |           |                    |                           |              |           |           |           |           |           |

| Jornada 3          | Jornada 3 | Jornada 3     | Jornada 3                 | Jornada 3    | Jornada 3 | Jornada 3 | Jornada 3 | Jornada 3 | Jornada 3 |
| ------------------ | --------- | ------------- | ------------------------- | ------------ | --------- | --------- | --------- | --------- | --------- |
| Conferencia Este   |           |               |                           |              |           |           |           |           |           |
| Local              | Resultado | Visitante     | Estadio                   | Fecha        | Hora      | TV        |           |           |           |
| Sporting SM        | 1 - 0     | Tauro         | Javier Cruz García        | 20 de agosto | 19:00     |           |           |           |           |
| Deportivo del Este | 1 - 1     | Plaza Amador  | Maracaná                  | 21 de agosto | 18:00     |           |           |           |           |
| Alianza            | 1 - 2     | Árabe Unido   | Javier Cruz               | 22 de agosto | 17:00     |           |           |           |           |
| Conferencia Oeste  |           |               |                           |              |           |           |           |           |           |
| Independiente      | 2 - 0     | San Francisco | Agustín "Muquita" Sánchez | 21 de agosto | 18:00     |           |           |           |           |
| Veraguas           | 1 - 1     | Herrera       | Omar Torrijos Herrera     | 21 de agosto | 18:00     |           |           |           |           |
| Atlético Chiriquí  | 1 - 1     | Universitario | San Cristóbal             | 22 de agosto | 17:00     |           |           |           |           |
| Total de goles: 12 |           |               |                           |              |           |           |           |           |           |

| Jornada 4          | Jornada 4 | Jornada 4          | Jornada 4                 | Jornada 4    | Jornada 4 | Jornada 4 | Jornada 4 | Jornada 4 | Jornada 4 |
| ------------------ | --------- | ------------------ | ------------------------- | ------------ | --------- | --------- | --------- | --------- | --------- |
| Conferencia Este   |           |                    |                           |              |           |           |           |           |           |
| Local              | Resultado | Visitante          | Estadio                   | Fecha        | Hora      | TV        |           |           |           |
| Tauro              | 0 - 0     | Alianza            | Nacional Rod Carew        | 28 de agosto | 17:00     |           |           |           |           |
| Plaza Amador       | 0 - 1     | Árabe Unido        | Maracaná                  | 28 de agosto | 19:00     |           |           |           |           |
| Sporting SM        | 1 - 1     | Deportivo del Este | Javier Cruz García        | 29 de agosto | 17:00     |           |           |           |           |
| Conferencia Oeste  |           |                    |                           |              |           |           |           |           |           |
| San Francisco      | 1 - 3     | Herrera            | Agustín "Muquita" Sánchez | 27 de agosto | 19:00     |           |           |           |           |
| Universitario      | 1 - 3     | Independiente      | Universitario             | 28 de agosto | 18:00     |           |           |           |           |
| Atlético Chiriquí  | 2 - 0     | Veraguas           | San Cristóbal             | 29 de agosto | 17:00     |           |           |           |           |
| Total de goles: 13 |           |                    |                           |              |           |           |           |           |           |

| Jornada 5          | Jornada 5 | Jornada 5         | Jornada 5                 | Jornada 5       | Jornada 5 | Jornada 5 | Jornada 5 | Jornada 5 | Jornada 5 |
| ------------------ | --------- | ----------------- | ------------------------- | --------------- | --------- | --------- | --------- | --------- | --------- |
| Conferencia Este   |           |                   |                           |                 |           |           |           |           |           |
| Local              | Resultado | Visitante         | Estadio                   | Fecha           | Hora      | TV        |           |           |           |
| Deportivo del Este | 1 - 2     | Tauro             | Maracaná                  | 3 de septiembre | 19:00     |           |           |           |           |
| Árabe Unido        | 0 - 1     | Sporting SM       | Armando Dely Valdés       | 4 de septiembre | 16:00     |           |           |           |           |
| Alianza            | 1 - 0     | Plaza Amador      | Javier Cruz               | 4 de septiembre | 18:00     |           |           |           |           |
| Conferencia Oeste  |           |                   |                           |                 |           |           |           |           |           |
| Herrera            | 1 - 2     | Universitario     | Los Milagros              | 3 de septiembre | 19:00     |           |           |           |           |
| Independiente      | 1 - 2     | Atlético Chiriquí | Agustín "Muquita" Sánchez | 4 de septiembre | 18:00     |           |           |           |           |
| Veraguas           | 1 - 0     | San Francisco     | Omar Torrijos Herrera     | 4 de septiembre | 18:00     |           |           |           |           |
| Total de goles: 12 |           |                   |                           |                 |           |           |           |           |           |

| Jornada 6          | Jornada 6 | Jornada 6         | Jornada 6                 | Jornada 6        | Jornada 6 | Jornada 6 | Jornada 6 | Jornada 6 | Jornada 6 |
| Local              | Resultado | Visitante         | Estadio                   | Fecha            | Hora      | TV        |           |           |           |
| ------------------ | --------- | ----------------- | ------------------------- | ---------------- | --------- | --------- | --------- | --------- | --------- |
| Alianza            | 2 - 1     | Atlético Chiriquí | Javier Cruz               | 10 de septiembre | 19:00     |           |           |           |           |
| Árabe Unido        | 1 - 1     | Herrera           | Armando Dely Valdés       | 11 de septiembre | 16:00     |           |           |           |           |
| Veraguas           | 1 - 1     | Plaza Amador      | Omar Torrijos Herrera     | 11 de septiembre | 18:00     |           |           |           |           |
| Sporting SM        | 1 - 0     | Universitario     | Javier Cruz García        | 11 de septiembre | 18:00     |           |           |           |           |
| San Francisco      | 1 - 3     | Tauro             | Agustín "Muquita" Sánchez | 11 de septiembre | 19:00     |           |           |           |           |
| Deportivo del Este | 1 - 1     | Independiente     | Maracaná                  | 12 de septiembre | 18:00     |           |           |           |           |
| Total de goles: 14 |           |                   |                           |                  |           |           |           |           |           |

| Jornada 7         | Jornada 7 | Jornada 7          | Jornada 7                 | Jornada 7        | Jornada 7 | Jornada 7 | Jornada 7 | Jornada 7 | Jornada 7 |
| Local             | Resultado | Visitante          | Estadio                   | Fecha            | Hora      | TV        |           |           |           |
| ----------------- | --------- | ------------------ | ------------------------- | ---------------- | --------- | --------- | --------- | --------- | --------- |
| Independiente     | 3 - 0     | Sporting SM        | Agustín "Muquita" Sánchez | 16 de septiembre | 19:00     |           |           |           |           |
| Herrera           | 1 - 1     | Deportivo del Este | Los Milagros              | 17 de septiembre | 19:00     |           |           |           |           |
| Árabe Unido       | 0 - 0     | Veraguas           | Armando Dely Valdés       | 18 de septiembre | 16:00     |           |           |           |           |
| Plaza Amador      | 1 - 1     | San Francisco      | Maracaná                  | 18 de septiembre | 18:00     |           |           |           |           |
| Atlético Chiriquí | 0 - 1     | Tauro              | San Cristóbal             | 18 de septiembre | 18:00     |           |           |           |           |
| Alianza           | 1 - 0     | Universitario      | Javier Cruz               | 18 de septiembre | 20:00     |           |           |           |           |
| Total de goles: 9 |           |                    |                           |                  |           |           |           |           |           |

| Jornada 8          | Jornada 8 | Jornada 8     | Jornada 8                 | Jornada 8        | Jornada 8 | Jornada 8 | Jornada 8 | Jornada 8 | Jornada 8 |
| Local              | Resultado | Visitante     | Estadio                   | Fecha            | Hora      | TV        |           |           |           |
| ------------------ | --------- | ------------- | ------------------------- | ---------------- | --------- | --------- | --------- | --------- | --------- |
| Independiente      | 0 - 0     | Alianza       | Agustín "Muquita" Sánchez | 25 de septiembre | 18:00     |           |           |           |           |
| Atlético Chiriquí  | 0 - 1     | Árabe Unido   | San Cristóbal             | 25 de septiembre | 18:00     |           |           |           |           |
| Veraguas           | 2 - 0     | Sporting SM   | Omar Torrijos Herrera     | 25 de septiembre | 18:40     |           |           |           |           |
| Tauro              | 1 - 1     | Herrera       | Javier Cruz               | 25 de septiembre | 19:00     |           |           |           |           |
| Deportivo del Este | 0 - 0     | San Francisco | Maracaná                  | 26 de septiembre | 17:00     |           |           |           |           |
| Universitario      | 0 - 1     | Plaza Amador  | Universitario             | 6 de octubre     | 18:00     |           |           |           |           |
| Total de goles: 6  |           |               |                           |                  |           |           |           |           |           |

| Jornada 9          | Jornada 9 | Jornada 9          | Jornada 9                 | Jornada 9    | Jornada 9 | Jornada 9 | Jornada 9 | Jornada 9 | Jornada 9 |
| Local              | Resultado | Visitante          | Estadio                   | Fecha        | Hora      | TV        |           |           |           |
| ------------------ | --------- | ------------------ | ------------------------- | ------------ | --------- | --------- | --------- | --------- | --------- |
| San Francisco      | 0 - 1     | Alianza            | Agustín "Muquita" Sánchez | 1 de octubre | 20:00     |           |           |           |           |
| Árabe Unido        | 0 - 0     | Independiente      | Armando Dely Valdés       | 2 de octubre | 16:00     |           |           |           |           |
| Sporting SM        | 1 - 1     | Herrera            | Javier Cruz               | 2 de octubre | 17:00     |           |           |           |           |
| Veraguas           | 1 - 3     | Deportivo del Este | Omar Torrijos Herrera     | 2 de octubre | 18:00     |           |           |           |           |
| Plaza Amador       | 2 - 0     | Atlético Chiriquí  | Maracaná                  | 3 de octubre | 17:00     |           |           |           |           |
| Tauro              | 3 - 1     | Universitario      | Javier Cruz               | 3 de octubre | 17:00     |           |           |           |           |
| Total de goles: 13 |           |                    |                           |              |           |           |           |           |           |

| Jornada 10         | Jornada 10 | Jornada 10        | Jornada 10                | Jornada 10   | Jornada 10 | Jornada 10 | Jornada 10 | Jornada 10 | Jornada 10 |
| Local              | Resultado  | Visitante         | Estadio                   | Fecha        | Hora       | TV         |            |            |            |
| ------------------ | ---------- | ----------------- | ------------------------- | ------------ | ---------- | ---------- | ---------- | ---------- | ---------- |
| Alianza            | 0 - 1      | Veraguas          | Javier Cruz               | 8 de octubre | 19:00      |            |            |            |            |
| Deportivo del Este | 1 - 0      | Atlético Chiriquí | Maracaná                  | 8 de octubre | 19:00      |            |            |            |            |
| Sporting SM        | 1 - 1      | San Francisco     | Javier Cruz               | 9 de octubre | 16:00      |            |            |            |            |
| Universitario      | 2 - 1      | Árabe Unido       | Universitario             | 9 de octubre | 17:00      |            |            |            |            |
| Independiente      | 1 - 0      | Tauro             | Agustín "Muquita" Sánchez | 9 de octubre | 18:00      |            |            |            |            |
| Herrera            | 0 - 2      | Plaza Amador      | Los Milagros              | 9 de octubre | 19:00      |            |            |            |            |
| Total de goles: 10 |            |                   |                           |              |            |            |            |            |            |

| Jornada 11         | Jornada 11 | Jornada 11         | Jornada 11                | Jornada 11    | Jornada 11 | Jornada 11 | Jornada 11 | Jornada 11 | Jornada 11 |
| Local              | Resultado  | Visitante          | Estadio                   | Fecha         | Hora       | TV         |            |            |            |
| ------------------ | ---------- | ------------------ | ------------------------- | ------------- | ---------- | ---------- | ---------- | ---------- | ---------- |
| San Francisco      | 1 - 0      | Árabe Unido        | Agustín "Muquita" Sánchez | 16 de octubre | 16:00      |            |            |            |            |
| Tauro              | 2 - 0      | Veraguas           | Javier Cruz               | 16 de octubre | 16:00      |            |            |            |            |
| Universitario      | 0 - 2      | Deportivo del Este | Universitario             | 16 de octubre | 18:00      |            |            |            |            |
| Atlético Chiriquí  | 1 - 1      | Sporting SM        | San Cristóbal             | 16 de octubre | 19:00      |            |            |            |            |
| Herrera            | 1 - 1      | Alianza            | Los Milagros              | 17 de octubre | 17:00      |            |            |            |            |
| Plaza Amador       | 4 - 0      | Independiente      | Maracaná                  | 17 de octubre | 17:00      |            |            |            |            |
| Total de goles: 13 |            |                    |                           |               |            |            |            |            |            |

| Jornada 12         | Jornada 12 | Jornada 12         | Jornada 12                | Jornada 12    | Jornada 12 | Jornada 12 | Jornada 12 | Jornada 12 | Jornada 12 |
| ------------------ | ---------- | ------------------ | ------------------------- | ------------- | ---------- | ---------- | ---------- | ---------- | ---------- |
| Conferencia Este   |            |                    |                           |               |            |            |            |            |            |
| Local              | Resultado  | Visitante          | Estadio                   | Fecha         | Hora       | TV         |            |            |            |
| Árabe Unido        | 1 - 1      | Deportivo del Este | Armando Dely Valdés       | 23 de octubre | 16:00      |            |            |            |            |
| Alianza            | 1 - 0      | Sporting SM        | Javier Cruz               | 23 de octubre | 16:00      |            |            |            |            |
| Plaza Amador       | 1 - 2      | Tauro              | Maracaná                  | 23 de octubre | 18:00      |            |            |            |            |
| Conferencia Oeste  |            |                    |                           |               |            |            |            |            |            |
| San Francisco      | 1 - 0      | Atlético Chiriqui  | Agustín "Muquita" Sánchez | 22 de octubre | 19:00      |            |            |            |            |
| Veraguas           | 1 - 0      | Universitario      | Omar Torrijos Herrera     | 23 de octubre | 18:00      |            |            |            |            |
| Herrera            | 2 - 1      | Independiente      | Los Milagros              | 23 de octubre | 20:00      |            |            |            |            |
| Total de goles: 11 |            |                    |                           |               |            |            |            |            |            |

| Jornada 13         | Jornada 13 | Jornada 13    | Jornada 13                | Jornada 13    | Jornada 13 | Jornada 13 | Jornada 13 | Jornada 13 | Jornada 13 |
| ------------------ | ---------- | ------------- | ------------------------- | ------------- | ---------- | ---------- | ---------- | ---------- | ---------- |
| Conferencia Este   |            |               |                           |               |            |            |            |            |            |
| Local              | Resultado  | Visitante     | Estadio                   | Fecha         | Hora       | TV         |            |            |            |
| Deportivo del Este | 0 - 1      | Alianza       | Maracaná                  | 29 de octubre | 19:00      |            |            |            |            |
| Tauro              | 1 - 1      | Árabe Unido   | Javier Cruz               | 30 de octubre | 16:00      |            |            |            |            |
| Sporting SM        | 1 - 1      | Plaza Amador  | Javier Cruz               | 31 de octubre | 16:00      |            |            |            |            |
| Conferencia Oeste  |            |               |                           |               |            |            |            |            |            |
| Universitario      | 0 - 1      | San Francisco | Virgilio Tejeira Andrión  | 30 de octubre | 15:00      |            |            |            |            |
| Atlético Chiriquí  | 0 - 0      | Herrera       | San Cristóbal             | 30 de octubre | 18:00      |            |            |            |            |
| Independiente      | 3 - 1      | Veraguas      | Agustín "Muquita" Sánchez | 31 de octubre | 17:00      |            |            |            |            |
| Total de goles: 10 |            |               |                           |               |            |            |            |            |            |

| Jornada 14         | Jornada 14 | Jornada 14         | Jornada 14                | Jornada 14     | Jornada 14 | Jornada 14 | Jornada 14 | Jornada 14 | Jornada 14 |
| ------------------ | ---------- | ------------------ | ------------------------- | -------------- | ---------- | ---------- | ---------- | ---------- | ---------- |
| Conferencia Este   |            |                    |                           |                |            |            |            |            |            |
| Local              | Resultado  | Visitante          | Estadio                   | Fecha          | Hora       | TV         |            |            |            |
| Árabe Unido        | 1 - 0      | Alianza            | Armando Dely Valdés       | 6 de noviembre | 16:00      |            |            |            |            |
| Tauro              | 1 - 0      | Sporting SM        | Javier Cruz García        | 7 de noviembre | 16:00      |            |            |            |            |
| Plaza Amador       | 0 - 0      | Deportivo del Este | Maracaná                  | 7 de noviembre | 17:00      |            |            |            |            |
| Conferencia Oeste  |            |                    |                           |                |            |            |            |            |            |
| Universitario      | 4 - 1      | Atlético Chiriquí  | Virgilio Tejeira Andrión  | 6 de noviembre | 15:00      |            |            |            |            |
| San Francisco      | 1 - 1      | Independiente      | Agustín "Muquita" Sánchez | 6 de noviembre | 17:00      |            |            |            |            |
| Herrera            | 1 - 1      | Veraguas           | Los Milagros              | 6 de noviembre | 18:00      |            |            |            |            |
| Total de goles: 11 |            |                    |                           |                |            |            |            |            |            |

| Jornada 15         | Jornada 15 | Jornada 15        | Jornada 15                | Jornada 15      | Jornada 15 | Jornada 15 | Jornada 15 | Jornada 15 | Jornada 15 |
| ------------------ | ---------- | ----------------- | ------------------------- | --------------- | ---------- | ---------- | ---------- | ---------- | ---------- |
| Conferencia Este   |            |                   |                           |                 |            |            |            |            |            |
| Local              | Resultado  | Visitante         | Estadio                   | Fecha           | Hora       | TV         |            |            |            |
| Árabe Unido        | 1 - 2      | Plaza Amador      | Armando Dely Valdés       | 13 de noviembre | 16:00      |            |            |            |            |
| Deportivo del Este | 1 - 0      | Sporting SM       | Maracaná                  | 13 de noviembre | 16:00      |            |            |            |            |
| Alianza            | 0 - 1      | Tauro             | Javier Cruz               | 13 de noviembre | 16:00      |            |            |            |            |
| Conferencia Oeste  |            |                   |                           |                 |            |            |            |            |            |
| Independiente      | 0 - 0      | Universitario     | Agustín "Muquita" Sánchez | 13 de noviembre | 16:00      |            |            |            |            |
| Veraguas           | 0 - 2      | Atlético Chiriquí | Omar Torrijos Herrera     | 13 de noviembre | 16:00      |            |            |            |            |
| Herrera            | 2 - 1      | San Francisco     | Los Milagros              | 13 de noviembre | 16:00      |            |            |            |            |
| Total de goles: 10 |            |                   |                           |                 |            |            |            |            |            |

| Jornada 16         | Jornada 16 | Jornada 16         | Jornada 16                 | Jornada 16      | Jornada 16 | Jornada 16 | Jornada 16 | Jornada 16 | Jornada 16 |
| ------------------ | ---------- | ------------------ | -------------------------- | --------------- | ---------- | ---------- | ---------- | ---------- | ---------- |
| Conferencia Este   |            |                    |                            |                 |            |            |            |            |            |
| Local              | Resultado  | Visitante          | Estadio                    | Fecha           | Hora       | TV         |            |            |            |
| Tauro              | 1 - 1      | Deportivo del Este | Rommel Fernández Gutiérrez | 20 de noviembre | 16:00      |            |            |            |            |
| Plaza Amador       | 3 - 1      | Alianza            | Maracaná                   | 20 de noviembre | 16:00      |            |            |            |            |
| Sporting SM        | 1 - 2      | Árabe Unido        | Javier Cruz                | 20 de noviembre | 16:00      |            |            |            |            |
| Conferencia Oeste  |            |                    |                            |                 |            |            |            |            |            |
| Universitario      | 1 - 2      | Herrera            | Virgilio Tejeira Andrión   | 20 de noviembre | 16:00      |            |            |            |            |
| Atlético Chiriquí  | 1 - 1      | Independiente      | San Cristóbal              | 20 de noviembre | 16:00      |            |            |            |            |
| San Francisco      | 0 - 1      | Veraguas           | Agustín "Muquita" Sánchez  | 20 de noviembre | 16:00      |            |            |            |            |
| Total de goles: 15 |            |                    |                            |                 |            |            |            |            |            |

## Fase Final
|  | Play-Off 23 y 24 de noviembre | Play-Off 23 y 24 de noviembre | Play-Off 23 y 24 de noviembre |                |      | Semifinales 27 y 29 de noviembre (Ida) 4 y 5 de diciembre (Vuelta) | Semifinales 27 y 29 de noviembre (Ida) 4 y 5 de diciembre (Vuelta) | Semifinales 27 y 29 de noviembre (Ida) 4 y 5 de diciembre (Vuelta) | Semifinales 27 y 29 de noviembre (Ida) 4 y 5 de diciembre (Vuelta) | Semifinales 27 y 29 de noviembre (Ida) 4 y 5 de diciembre (Vuelta) |   |  | Final Clausura 11 de diciembre de 2021 | Final Clausura 11 de diciembre de 2021 | Final Clausura 11 de diciembre de 2021 |  |
|  |                               |                               |                               |                |      |                                                                    |                                                                    |                                                                    |                                                                    |                                                                    |   |  |                                        |                                        |                                        |  |
|  |                               |                               |                               |                |      |                                                                    |                                                                    |                                                                    |                                                                    |                                                                    |   |  |                                        |                                        |                                        |  |
|  | 2°CO                          | C. A. Independiente           | 1                             |                |      |                                                                    |                                                                    |                                                                    |                                                                    |                                                                    |   |  |                                        |                                        |                                        |  |
|  | 2°CO                          | C. A. Independiente           | 1                             |                |      |                                                                    |                                                                    |                                                                    |                                                                    |                                                                    |   |  |                                        |                                        |                                        |  |
|  | 3°CE                          | Alianza F. C.                 | 3                             |                |      |                                                                    |                                                                    |                                                                    |                                                                    |                                                                    |   |  |                                        |                                        |                                        |  |
|  | 3°CE                          | Alianza F. C.                 | 3                             |                | 1°CE | Tauro F. C.                                                        | 0                                                                  | 1                                                                  | 1                                                                  |                                                                    |   |  |                                        |                                        |                                        |  |
|  |                               |                               |                               |                | 1°CE | Tauro F. C.                                                        | 0                                                                  | 1                                                                  | 1                                                                  |                                                                    |   |  |                                        |                                        |                                        |  |
|  |                               |                               | 3°CE                          | Alianza F. C.  | 0    | 0                                                                  | 0                                                                  |                                                                    |                                                                    |                                                                    |   |  |                                        |                                        |                                        |  |
|  |                               |                               | 3°CE                          | Alianza F. C.  | 0    | 0                                                                  | 0                                                                  |                                                                    |                                                                    |                                                                    |   |  |                                        |                                        |                                        |  |
|  |                               |                               |                               |                |      |                                                                    |                                                                    |                                                                    |                                                                    |                                                                    |   |  |                                        |                                        |                                        |  |
|  |                               |                               |                               |                |      |                                                                    |                                                                    |                                                                    |                                                                    |                                                                    |   |  |                                        |                                        |                                        |  |
|  |                               |                               |                               |                |      |                                                                    |                                                                    |                                                                    | 1°CE                                                               | Tauro F. C.                                                        | 3 |  |                                        |                                        |                                        |  |
|  |                               |                               |                               |                |      |                                                                    |                                                                    |                                                                    |                                                                    |                                                                    | 3 |  |                                        |                                        |                                        |  |
|  |                               |                               | 1°CO                          | Herrera F. C.  | 0    |                                                                    |                                                                    |                                                                    |                                                                    |                                                                    |   |  |                                        |                                        |                                        |  |
|  | 2°CE                          | C. D. Plaza Amador            | 1°CO                          | Herrera F. C.  | 0    | 0                                                                  |                                                                    |                                                                    |                                                                    |                                                                    |   |  |                                        |                                        |                                        |  |
|  | 2°CE                          | C. D. Plaza Amador            |                               |                |      |                                                                    |                                                                    |                                                                    |                                                                    |                                                                    |   |  |                                        |                                        |                                        |  |
|  | 3°CO                          | Veraguas C. D.                | 1                             |                |      |                                                                    |                                                                    |                                                                    |                                                                    |                                                                    |   |  |                                        |                                        |                                        |  |
|  | 3°CO                          | Veraguas C. D.                | 1                             |                | 1°CO | Herrera F. C.                                                      | 1                                                                  | 1                                                                  | 2                                                                  |                                                                    |   |  |                                        |                                        |                                        |  |
|  |                               |                               |                               |                | 1°CO | Herrera F. C.                                                      | 1                                                                  | 1                                                                  | 2                                                                  |                                                                    |   |  |                                        |                                        |                                        |  |
|  |                               |                               | 3°CO                          | Veraguas C. D. | 1    | 0                                                                  | 1                                                                  |                                                                    |                                                                    |                                                                    |   |  |                                        |                                        |                                        |  |
|  |                               |                               | 3°CO                          | Veraguas C. D. | 1    | 0                                                                  | 1                                                                  |                                                                    |                                                                    |                                                                    |   |  |                                        |                                        |                                        |  |
|  |                               |                               |                               |                |      |                                                                    |                                                                    |                                                                    |                                                                    |                                                                    |   |  |                                        |                                        |                                        |  |
|  |                               |                               |                               |                |      |                                                                    |                                                                    |                                                                    |                                                                    |                                                                    |   |  |                                        |                                        |                                        |  |
|  |                               |                               |                               |                |      |                                                                    |                                                                    |                                                                    |                                                                    |                                                                    |   |  |                                        |                                        |                                        |  |
|  |                               |                               |                               |                |      |                                                                    |                                                                    |                                                                    |                                                                    |                                                                    |   |  |                                        |                                        |                                        |  |

### Reprechaje

#### C. A. Independiente - Alianza F. C.
| Play-Off; 24 de noviembre de 2021, 20:00 | C.A. Independiente | 1:3 (t. s.) | Alianza F.C.                              | Estadio Agustín Muquita Sánchez, La Chorrera |                            |
|                                          | 12' Eric Pinto     |             | 29' Gabriel Chiari 100' 120' César Medina | Árbitro(s): Fernando Morón                   | Árbitro(s): Fernando Morón |

#### C. D. Plaza Amador - Veraguas C. D.
| Play-Off; 23 de noviembre de 2021, 20:00 | C.D. Plaza Amador | 0:1 | Veraguas C.D.           | Estadio Maracaná, Ciudad de Panamá |                          |
|                                          |                   |     | 51' (pen.) Víctor Ávila | Árbitro(s): Jafeth Perea           | Árbitro(s): Jafeth Perea |

### Semifinales

#### Tauro F. C. - Alianza F. C.
| Ida; 29 de noviembre de 2021, 19:00 | Alianza F. C. | 0:0 | Tauro F. C. | Estadio Rommel Fernández, Ciudad de Panamá |  |
|                                     |               |     |             | Árbitro(s):                                |  |

| Vuelta; 5 de diciembre de 2021, 17:00    | Tauro F. C. | 1:0 (Global 1-0) | Alianza F. C. | Estadio Rommel Fernández, Ciudad de Panamá |  |
|                                          |             |                  |               | Árbitro(s):                                |  |
| El Tauro Fútbol Club ganó el global 1:0. |             |                  |               |                                            |  |

#### Herrera F. C. - Veraguas C.D.
| Ida; 27 de noviembre de 2021, 19:00 | Veraguas C. D.          | 1:1 | Herrera F. C.       | Estadio Omar Torrijos Herrera, Santiago de Veraguas |                          |
|                                     | 48' (pen.) Víctor Ávila |     | 20' Fabián Bastidas | Árbitro(s): Jorge Negron                            | Árbitro(s): Jorge Negron |

| Vuelta; 4 de diciembre de 2021, 18:00      | Herrera F. C.     | 1:0 (0:0) (Global 2-1) | Veraguas C. D. | Estadio Los Milagros, Chitré |                            |
|                                            | 62' Yair Rentería |                        |                | Árbitro(s): Fernando Morón   | Árbitro(s): Fernando Morón |
| El Herrera Fútbol Club ganó el global 2-1. |                   |                        |                |                              |                            |

### Final

#### Tauro F. C. - Herrera F. C.
| Final; 11 de diciembre de 2021, 20:00 | Tauro F. C.                           | 3:0 | Herrera F. C. | Estadio Rommel Fernández Gutiérrez, Ciudad de Panamá |                          |
|                                       | 7' Víctor Medina · 48' 87'Ismael Díaz |     |               | Árbitro(s): Jaffet Perea                             | Árbitro(s): Jaffet Perea |

| 1     | POR   | Eric Hughes       |     |
|       | DEF   | Luis Asprilla     |     |
|       | DEF   | Richard Peralta   | 24' |
|       | DEF   | Gustavo Chara     |     |
|       | DEF   | Jorge Gutiérrez   |     |
|       | MED   | Rafael Bustamante |     |
|       | MED   | Irving Gudiño     |     |
|       | MED   | Nelson Barahona   | 60' |
|       | MED   | Víctor Medina     | 73' |
|       | DEL   | Edwin Aguilar     | 73' |
|       | DEL   | Ismael Díaz       |     |
| D. T. | D. T. | Enrique García    |     |

| 99    | POR   | Edwin Ortega       |     |
| 2     | DEF   | Santiago Cedeño    |     |
| 77    | DEF   | Porfilio Ávila     |     |
| 20    | DEF   | Rolando Rodríguez  | 81' |
| 15    | DEF   | Javier Góndola     |     |
| 5     | MED   | Juan Arce          |     |
| 28    | MED   | Alexander González |     |
| 6     | MED   | José Quiroz        | 58' |
| 10    | MED   | Ángel Caicedo      | 64' |
| 11    | DEL   | Yair Rentería      | 58' |
| 18    | DEL   | Luis Tejada        |     |
| D. T. | D. T. | Julio Infante      |     |

| 14 | DEF | Gerardo Negrete   | 24' |
| 16 | DEL | Axel McKenzie     | 60' |
|    | DEL | Cristian Quintero | 73' |
|    | DEL | Saed Díaz         | 73' |

| 16 | MED | Eiver Flórez     | 58' |
| 21 | DEL | Fabián Bastidas  | 58' |
| 7  | DEL | Ronnie Villareal | 64' |
| 3  | DEF | Alberto García   | 81' |

| 7' · 48' 89' | Víctor Medina Ismael Díaz |  |

| 48' · 86' · 89' | Nelson Barahona Jorge Gutiérrez Ismael Díaz |

| 12' · 46' · 93' | Alexander González Rolando Rodríguez Porfilio Ávila |

| Principal  | Jaffet Perea |
| Asistentes | Bandera de ? |
|            | Bandera de ? |
| Cuarto     | Bandera de ? |
| Quinto     | Bandera de ? |

| 1     | POR   | Eric Hughes       |     |
|       | DEF   | Luis Asprilla     |     |
|       | DEF   | Richard Peralta   | 24' |
|       | DEF   | Gustavo Chara     |     |
|       | DEF   | Jorge Gutiérrez   |     |
|       | MED   | Rafael Bustamante |     |
|       | MED   | Irving Gudiño     |     |
|       | MED   | Nelson Barahona   | 60' |
|       | MED   | Víctor Medina     | 73' |
|       | DEL   | Edwin Aguilar     | 73' |
|       | DEL   | Ismael Díaz       |     |
| D. T. | D. T. | Enrique García    |     |

| 99    | POR   | Edwin Ortega       |     |
| 2     | DEF   | Santiago Cedeño    |     |
| 77    | DEF   | Porfilio Ávila     |     |
| 20    | DEF   | Rolando Rodríguez  | 81' |
| 15    | DEF   | Javier Góndola     |     |
| 5     | MED   | Juan Arce          |     |
| 28    | MED   | Alexander González |     |
| 6     | MED   | José Quiroz        | 58' |
| 10    | MED   | Ángel Caicedo      | 64' |
| 11    | DEL   | Yair Rentería      | 58' |
| 18    | DEL   | Luis Tejada        |     |
| D. T. | D. T. | Julio Infante      |     |

| 14 | DEF | Gerardo Negrete   | 24' |
| 16 | DEL | Axel McKenzie     | 60' |
|    | DEL | Cristian Quintero | 73' |
|    | DEL | Saed Díaz         | 73' |

| 16 | MED | Eiver Flórez     | 58' |
| 21 | DEL | Fabián Bastidas  | 58' |
| 7  | DEL | Ronnie Villareal | 64' |
| 3  | DEF | Alberto García   | 81' |

| 7' · 48' 89' | Víctor Medina Ismael Díaz |  |

| 48' · 86' · 89' | Nelson Barahona Jorge Gutiérrez Ismael Díaz |

| 12' · 46' · 93' | Alexander González Rolando Rodríguez Porfilio Ávila |

| Principal  | Jaffet Perea |
| Asistentes | Bandera de ? |
|            | Bandera de ? |
| Cuarto     | Bandera de ? |
| Quinto     | Bandera de ? |

| 1     | POR   | Eric Hughes       |     |
|       | DEF   | Luis Asprilla     |     |
|       | DEF   | Richard Peralta   | 24' |
|       | DEF   | Gustavo Chara     |     |
|       | DEF   | Jorge Gutiérrez   |     |
|       | MED   | Rafael Bustamante |     |
|       | MED   | Irving Gudiño     |     |
|       | MED   | Nelson Barahona   | 60' |
|       | MED   | Víctor Medina     | 73' |
|       | DEL   | Edwin Aguilar     | 73' |
|       | DEL   | Ismael Díaz       |     |
| D. T. | D. T. | Enrique García    |     |

| 99    | POR   | Edwin Ortega       |     |
| 2     | DEF   | Santiago Cedeño    |     |
| 77    | DEF   | Porfilio Ávila     |     |
| 20    | DEF   | Rolando Rodríguez  | 81' |
| 15    | DEF   | Javier Góndola     |     |
| 5     | MED   | Juan Arce          |     |
| 28    | MED   | Alexander González |     |
| 6     | MED   | José Quiroz        | 58' |
| 10    | MED   | Ángel Caicedo      | 64' |
| 11    | DEL   | Yair Rentería      | 58' |
| 18    | DEL   | Luis Tejada        |     |
| D. T. | D. T. | Julio Infante      |     |

| 14 | DEF | Gerardo Negrete   | 24' |
| 16 | DEL | Axel McKenzie     | 60' |
|    | DEL | Cristian Quintero | 73' |
|    | DEL | Saed Díaz         | 73' |

| 16 | MED | Eiver Flórez     | 58' |
| 21 | DEL | Fabián Bastidas  | 58' |
| 7  | DEL | Ronnie Villareal | 64' |
| 3  | DEF | Alberto García   | 81' |

| 7' · 48' 89' | Víctor Medina Ismael Díaz |  |

| 48' · 86' · 89' | Nelson Barahona Jorge Gutiérrez Ismael Díaz |

| 12' · 46' · 93' | Alexander González Rolando Rodríguez Porfilio Ávila |

| Principal  | Jaffet Perea |
| Asistentes | Bandera de ? |
|            | Bandera de ? |
| Cuarto     | Bandera de ? |
| Quinto     | Bandera de ? |

| 1     | POR   | Eric Hughes       |     |
|       | DEF   | Luis Asprilla     |     |
|       | DEF   | Richard Peralta   | 24' |
|       | DEF   | Gustavo Chara     |     |
|       | DEF   | Jorge Gutiérrez   |     |
|       | MED   | Rafael Bustamante |     |
|       | MED   | Irving Gudiño     |     |
|       | MED   | Nelson Barahona   | 60' |
|       | MED   | Víctor Medina     | 73' |
|       | DEL   | Edwin Aguilar     | 73' |
|       | DEL   | Ismael Díaz       |     |
| D. T. | D. T. | Enrique García    |     |

| 99    | POR   | Edwin Ortega       |     |
| 2     | DEF   | Santiago Cedeño    |     |
| 77    | DEF   | Porfilio Ávila     |     |
| 20    | DEF   | Rolando Rodríguez  | 81' |
| 15    | DEF   | Javier Góndola     |     |
| 5     | MED   | Juan Arce          |     |
| 28    | MED   | Alexander González |     |
| 6     | MED   | José Quiroz        | 58' |
| 10    | MED   | Ángel Caicedo      | 64' |
| 11    | DEL   | Yair Rentería      | 58' |
| 18    | DEL   | Luis Tejada        |     |
| D. T. | D. T. | Julio Infante      |     |

| 14 | DEF | Gerardo Negrete   | 24' |
| 16 | DEL | Axel McKenzie     | 60' |
|    | DEL | Cristian Quintero | 73' |
|    | DEL | Saed Díaz         | 73' |

| 16 | MED | Eiver Flórez     | 58' |
| 21 | DEL | Fabián Bastidas  | 58' |
| 7  | DEL | Ronnie Villareal | 64' |
| 3  | DEF | Alberto García   | 81' |

| 7' · 48' 89' | Víctor Medina Ismael Díaz |  |

| 48' · 86' · 89' | Nelson Barahona Jorge Gutiérrez Ismael Díaz |

| 12' · 46' · 93' | Alexander González Rolando Rodríguez Porfilio Ávila |

| Principal  | Jaffet Perea |
| Asistentes | Bandera de ? |
|            | Bandera de ? |
| Cuarto     | Bandera de ? |
| Quinto     | Bandera de ? |

|                                 |
|                                 |
| Tauro F.C. Campeón' 16.° título |

## Estadísticas

### Máximos goleadores
Lista con los máximos goleadores de la competencia.
| 1.º                                           |  | Ismael Diaz         | Tauro F.C.             | 10 |
| 2.º                                           |  | César Medina        | Alianza F. C.          | 8  |
| 3.º                                           |  | Víctor Ávila        | Veraguas C. D.         | 5  |
| 4.º                                           |  | Víctor Medina       | Tauro F.C.             | 4  |
| 4.º                                           |  | Fabián Bastidas     | Herrera F. C.          | 4  |
| 4.º                                           |  | Isaías Soto         | Atlético Chiriquí      | 4  |
| 4.º                                           |  | Everardo Rose       | C. D. Universitario    | 4  |
| 4.º                                           |  | Ricardo Buitrago    | C.D. Plaza Amador      | 4  |
| 4.º                                           |  | Luis Tejada         | Herrera F. C.          | 4  |
| 5.º                                           |  | Yair Rentería       | Herrera F. C.          | 3  |
| 5.º                                           |  | Joseph Cox          | C. D. Universitario    | 3  |
| 5.º                                           |  | Rodolfo Ford        | C. D. Árabe Unido      | 3  |
| 5.º                                           |  | Ricardo Clarke      | Sporting San Miguelito | 3  |
| 5.º                                           |  | Joel Lara           | C.D. Plaza Amador      | 3  |
| 5.º                                           |  | José Garcés         | San Francisco F. C.    | 3  |
| 5.º                                           |  | José Quiroz         | Herrera F. C.          | 3  |
| 5.º                                           |  | Abdiel Arroyo       | C. D. Árabe Unido      | 3  |
| 5.º                                           |  | Yairo Yau           | Sporting San Miguelito | 3  |
| 5.º                                           |  | Ricardo Phillips Jr | C. D. del Este         | 3  |
| 5.º                                           |  | Uziel Maltez        | Atlético Independiente | 3  |
| 5.º                                           |  | Alexis Palacios     | Atlético Independiente | 3  |
| 6.º                                           |  | Erick Pinto         | Atlético Independiente | 2  |
| 6.º                                           |  | Alcides de los Ríos | C. D. del Este         | 2  |
| 6.º                                           |  | Luis Cañate         | C. D. Árabe Unido      | 2  |
| 6.º                                           |  | Miguel Saavedra     | Atlético Chiriquí      | 2  |
| 6.º                                           |  | Iván Anderson       | C. D. Universitario    | 2  |
| 6.º                                           |  | Román Torres        | C. D. Universitario    | 2  |
| 6.º                                           |  | Jonathan Ceceña     | Atlético Independiente | 2  |
| 6.º                                           |  | Omar Córdoba        | Atlético Independiente | 2  |
| 6.º                                           |  | Enrico Small        | Alianza F. C.          | 2  |
| 6.º                                           |  | Juan Arce           | Herrera F. C.          | 2  |
| 6.º                                           |  | Edwin Aguilar       | Tauro F.C.             | 2  |
| 6.º                                           |  | Sergio Cunningham   | Veraguas C. D.         | 2  |
| 6.º                                           |  | Luis Zúñiga         | C. D. del Este         | 2  |
| 6.º                                           |  | Cristian Quintero   | Tauro F.C.             | 2  |
| 6.º                                           |  | Alexis Corpas       | Sporting San Miguelito | 2  |
| 6.º                                           |  | Maikell Díaz        | Alianza F. C.          | 2  |
| 6.º                                           |  | Luis Pereira        | San Francisco F. C.    | 2  |
| 6.º                                           |  | Ervin Zorrilla      | Veraguas C. D.         | 2  |
| 6.º                                           |  | Ansony Frías        | Alianza F. C.          | 2  |
| 6.º                                           |  | Fernando Lesme      | C. D. del Este         | 2  |
| 6.º                                           |  | Arnold Villareal    | Atlético Chiriquí      | 2  |
| 7.º                                           |  | Gabriel Chiari      | Alianza F. C.          | 1  |
| 7.º                                           |  | Alcides Díaz        | Alianza F. C.          | 1  |
| 7.º                                           |  | Porfirio Ávila      | Herrera F. C.          | 1  |
| 7.º                                           |  | Saed Díaz           | Tauro F.C.             | 1  |
| 7.º                                           |  | José Murillo        | C.D. Plaza Amador      | 1  |
| 7.º                                           |  | Daniel Aparicio     | C.D. Plaza Amador      | 1  |
| 7.º                                           |  | Samir Ramírez       | C.D. Plaza Amador      | 1  |
| 7.º                                           |  | Martín Gómez        | San Francisco F. C.    | 1  |
| 7.º                                           |  | Alexander González  | Herrera F. C.          | 1  |
| 7.º                                           |  | Emanuel Chanis      | C.D. Plaza Amador      | 1  |
| 7.º                                           |  | Ricaurte Barsallo   | Atlético Chiriquí      | 1  |
| 7.º                                           |  | Édgar Cunningham    | C. D. Árabe Unido      | 1  |
| 7.º                                           |  | Martín Morán        | Atlético Independiente | 1  |
| 7.º                                           |  | Julián Velarde      | Sporting San Miguelito | 1  |
| 7.º                                           |  | Luis Asprilla       | Tauro F.C.             | 1  |
| 7.º                                           |  | Gabriel Brown       | C. D. Árabe Unido      | 1  |
| 7.º                                           |  | Marcelo dos Santos  | San Francisco F. C.    | 1  |
| 7.º                                           |  | Daniel Camacho      | Atlético Independiente | 1  |
| 7.º                                           |  | Rolando Rodríguez   | Herrera F. C.          | 1  |
| 7.º                                           |  | Adonis Villanueva   | C. D. del Este         | 1  |
| 7.º                                           |  | Yeisón Ramírez      | San Francisco F. C.    | 1  |
| 7.º                                           |  | Yair Jaén           | C. D. del Este         | 1  |
| 7.º                                           |  | Luis Hurtado        | San Francisco F. C.    | 1  |
| 7.º                                           |  | Richard Peralta     | Tauro F.C.             | 1  |
| 7.º                                           |  | Eiver Flores        | Herrera F. C.          | 1  |
| 7.º                                           |  | Rafael Águila       | Atlético Independiente | 1  |
| 7.º                                           |  | Héctor Peñaloza     | C.D. Plaza Amador      | 1  |
| 7.º                                           |  | Nelson Barahona     | Tauro F.C.             | 1  |
| 7.º                                           |  | Leonel Triana       | C. D. Universitario    | 1  |
| 7.º                                           |  | Leónel Tejada       | C.D. Plaza Amador      | 1  |
| 7.º                                           |  | Ángel Sánchez       | C.D. Plaza Amador      | 1  |
| 7.º                                           |  | Yoameth Murillo     | C. D. del Este         | 1  |
| 7.º                                           |  | Eric Vásquez        | Sporting San Miguelito | 1  |
| 7.º                                           |  | Lucas Pugh          | Veraguas C. D.         | 1  |
| 7.º                                           |  | Chamell Asprilla    | Veraguas C. D.         | 1  |
| 7.º                                           |  | Cristian Martínez   | C.D. Plaza Amador      | 1  |
| 7.º                                           |  | Edward Cedeño       | C. D. del Este         | 1  |
| 7.º                                           |  | Daniel Vargas       | Atlético Independiente | 1  |
| 7.º                                           |  | Carlos Navas        | Atlético Independiente | 1  |
| 7.º                                           |  | Kaiser Lenis        | Atlético Independiente | 1  |
| 7.º                                           |  | Cristian Zúñiga     | C. D. del Este         | 1  |
| 7.º                                           |  | Carlos Small        | C.D. Plaza Amador      | 1  |
| 7.º                                           |  | Juan Arcila         | Atlético Chiriquí      | 1  |
| 7.º                                           |  | Dwann Oliveira      | Veraguas C. D.         | 1  |
| 7.º                                           |  | Guido Rose          | Atlético Independiente | 1  |
| 7.º                                           |  | Dámaso Pichón       | C. D. Universitario    | 1  |
| 7.º                                           |  | Daniel Ortega       | Atlético Chiriquí      | 1  |
| 7.º                                           |  | Héctor Hurtado      | Atlético Independiente | 1  |
| 7.º                                           |  | Ángel Caicedo       | Herrera F. C.          | 1  |
| 7.º                                           |  | William Bartholdy   | San Francisco F. C.    | 1  |
| 7.º                                           |  | Armando Polo        | C. D. Árabe Unido      | 1  |
| 7.º                                           |  | Jordan Giron        | Alianza F. C.          | 1  |
| 7.º                                           |  | Manuel Gamboa       | C.D. Plaza Amador      | 1  |
| 7.º                                           |  | Luis Choy           | Veraguas C. D.         | 1  |
| 7.º                                           |  | Kevin Calderón      | C. D. Universitario    | 1  |
| Última actualización: 11 de diciembre de 2021 |  |                     |                        |    |

## Tabla general

### Acumulada de la Temporada 2021
| Pos. | Equipo                  | Pts. | PJ | G  | E  | P  | GF | GC | Dif. | Notas                             |
| ---- | ----------------------- | ---- | -- | -- | -- | -- | -- | -- | ---- | --------------------------------- |
| 1    | C. D. Plaza Amador (A)  | 52   | 32 | 13 | 13 | 6  | 41 | 24 | +17  | Campeón del Torneo Apertura 2021. |
| 2    | C. A. Independiente     | 51   | 32 | 14 | 9  | 9  | 38 | 31 | +7   |                                   |
| 3    | Tauro F. C. (C)         | 50   | 32 | 13 | 11 | 8  | 31 | 25 | +6   | Campeón del Torneo Clausura 2021. |
| 4    | Herrera F. C.           | 49   | 32 | 12 | 13 | 7  | 40 | 32 | +8   |                                   |
| 5    | C. D. Universitario     | 47   | 32 | 13 | 8  | 11 | 39 | 36 | +3   |                                   |
| 6    | Veraguas C. D.          | 45   | 32 | 11 | 12 | 9  | 32 | 37 | −5   |                                   |
| 7    | Club Deportivo del Este | 43   | 32 | 9  | 16 | 7  | 30 | 25 | +5   |                                   |
| 8    | Alianza F. C.           | 39   | 32 | 9  | 12 | 11 | 26 | 29 | −3   |                                   |
| 9    | Deportivo Árabe Unido   | 37   | 32 | 8  | 13 | 11 | 27 | 30 | −3   |                                   |
| 10   | Sporting San Miguelito  | 36   | 32 | 8  | 12 | 12 | 26 | 37 | −11  |                                   |
| 11   | C. D. Atlético Chiriquí | 33   | 32 | 8  | 9  | 15 | 35 | 42 | −7   |                                   |
| 12   | San Francisco F. C. (M) | 25   | 32 | 5  | 10 | 17 | 25 | 41 | −16  | Último lugar.                     |

 Fuente: LPF
| (A) | Campeón del Torneo Apertura 2021. |
| (C) | Campeón del Torneo Clausura 2021. |

Fuente: Liga Panameña de Fútbol
Reglas de clasificación: 1) Puntos; 2) Diferencia de gol; 3) Goles a favor
(A) Ganador de Torneo Apertura. (C) Ganador de Torneo Clausura. (M) Multado.
- San Francisco debió descender a Liga Prom. Sin embargo, No descenderá luego de la victoria del Alianza II en la SuperFinal de Ascenso, oficializando su permanencia, pero, deberá pagar una multa de $10,000 dólares, que será dada al Alianza II, ya que por ser el filial del Alianza FC, este no puede ascender.